# Данбар (тауншип, Миннесота)
Данбар (англ. Dunbar) — тауншип в округе Фэрибо, Миннесота, США. На 2000 год его население составило 312 человек.

## География
По данным Бюро переписи населения США площадь тауншипа составляет 93,0 км², из которых 93,0 км² занимает суша, водоёмов нет.

## Демография
По данным переписи населения 2000 года здесь находились 312 человек, 118 домохозяйств и 86 семей. Плотность населения —  3,4 чел./км².  На территории тауншипа расположено 124 постройки со средней плотностью 1,3 построек на один квадратный километр. Расовый состав населения: 98,72 % белых, 0,32 % азиатов и 0,96 % приходится на две или более других рас. Испанцы или латиноамериканцы любой расы составляли 0,64 % от популяции тауншипа.
Из 118 домохозяйств в 35,6 % воспитывались дети до 18 лет, в 67,8 % проживали супружеские пары, в 3,4 % проживали незамужние женщины и в 27,1 % домохозяйств проживали несемейные люди. 22,9 % домохозяйств состояли из одного человека, при том 10,2 % из — одиноких пожилых людей старше 65 лет. Средний размер домохозяйства — 2,64, а семьи — 3,17 человека.
27,2 % населения — младше 18 лет, 6,7 % — в возрасте от 18 до 24 лет, 24,4 % — от 25 до 44, 26,0 % — от 45 до 64, и 15,7 % — старше 65 лет. Средний возраст — 41 год. На каждые 100 женщин приходилось 109,4 мужчин. На каждые 100 женщин старше 18 приходилось 118,3 мужчин.
Средний годовой доход домохозяйства составлял 46 563 доллара, а средний годовой доход семьи —  48 542 доллара. Средний доход мужчин —  32 143  доллара, в то время как у женщин — 19 583. Доход на душу населения составил 20 805 долларов. За чертой бедности находились 7,9 % семей и 5,3 % всего населения тауншипа, из которых 6,3 % младше 18 лет.